# Dryadella simula
Dresslerella simula là một loài lan.

## Hình ảnh

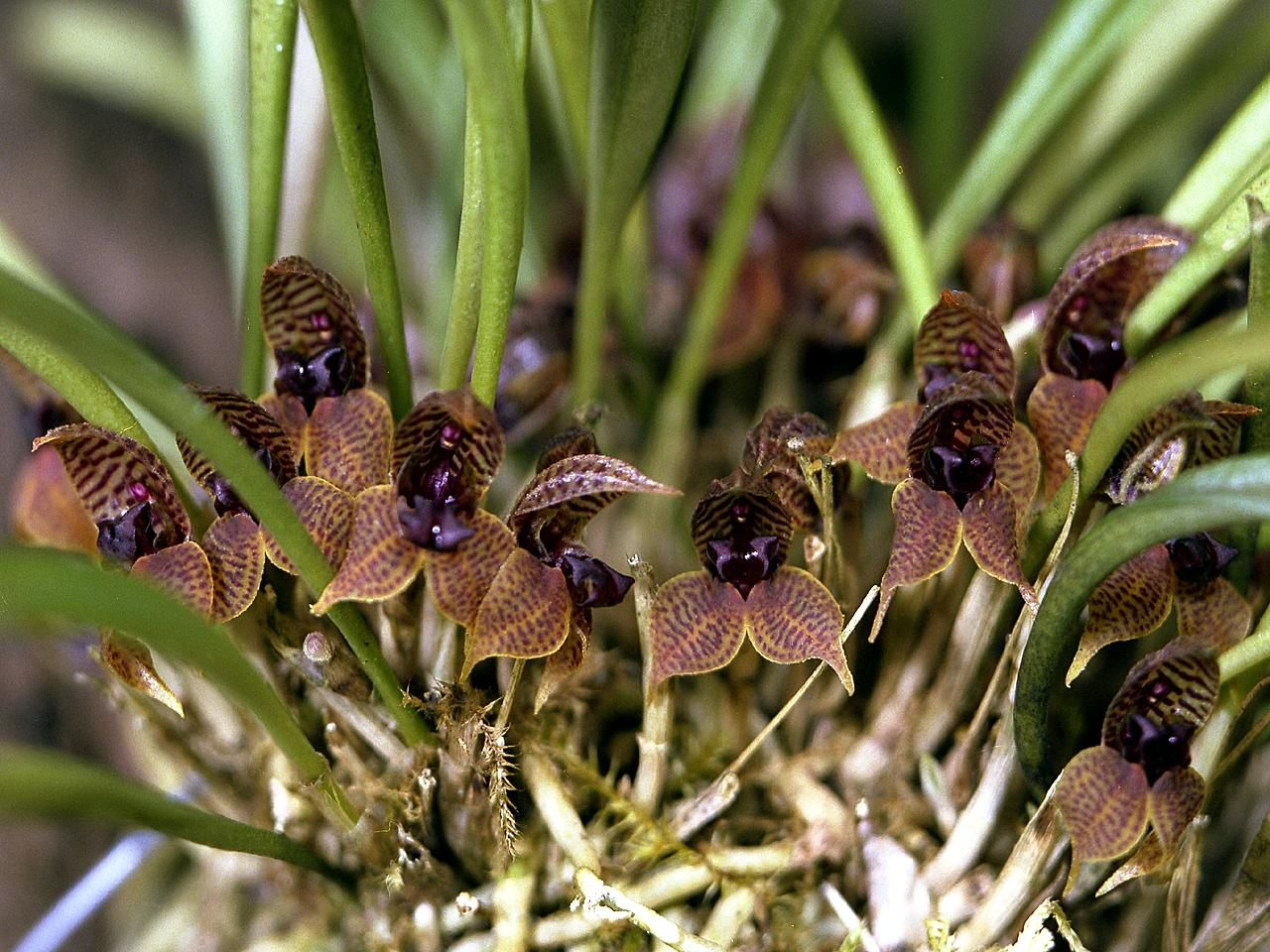
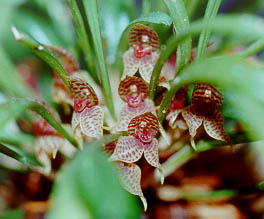
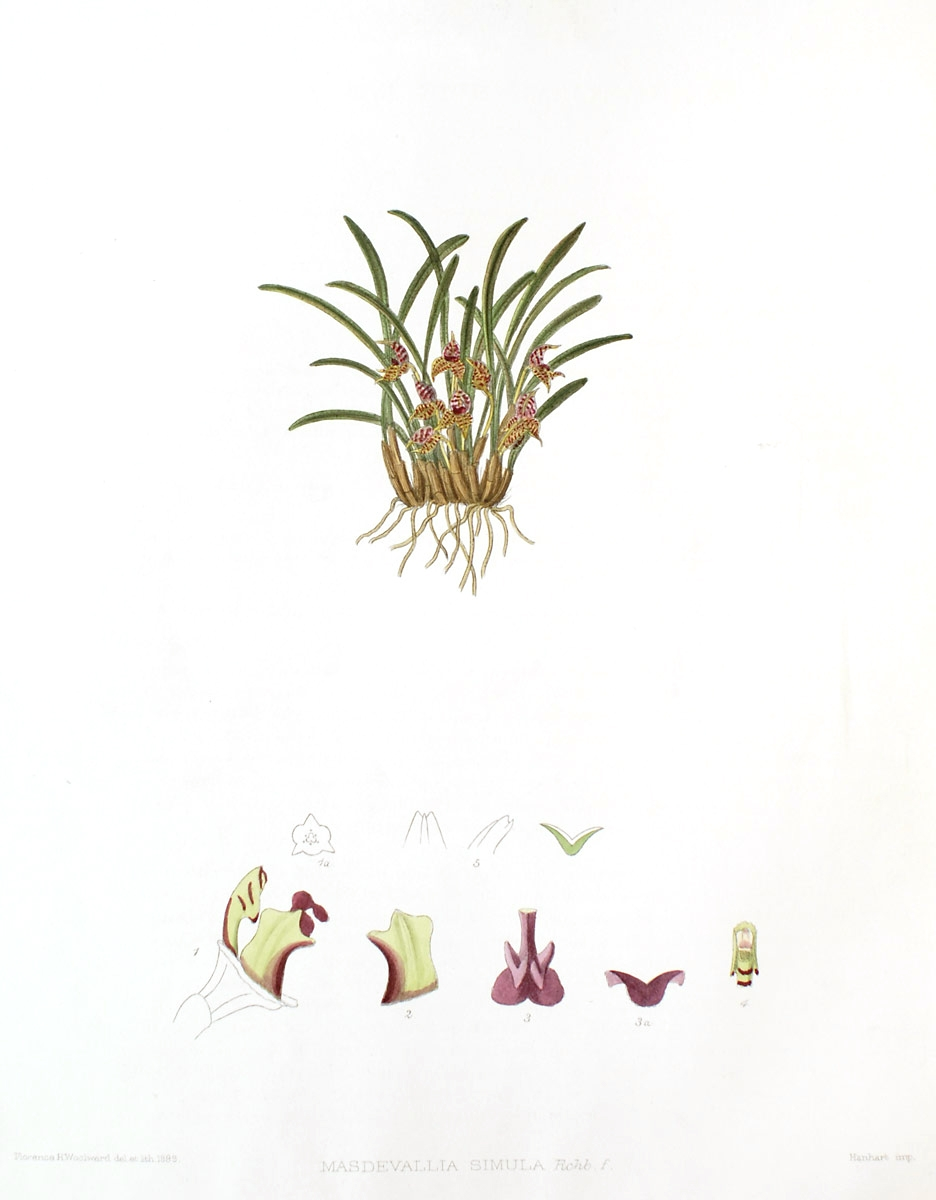